# Giudizio universale (Bosch Monaco)
Il Giudizio universale è un dipinto frammentario a olio su tavola di quercia (59,4x112,9 cm) di Hieronymus Bosch, databile al 1506-1508 circa e conservato nell'Alte Pinakothek di Monaco.

## Storia
Di Bosch esistono altri due trittici dallo stesso nome, il primo custodito a Vienna e il secondo a Bruges. Analogie stilistiche con opere come la Salita al Calvario di Gand, collocano questo lavoro a una fase tarda dell'attività del maestro. 
Il pannello è solo un frammento di una grande rappresentazione del Giudizio, che poteva arrivare a misurare, secondo le stime, 250/300 cm di base, non si sa se di formato prevalentemente orizzontale o verticale, o forse facente parte di un pannello di trittico. Non c'è nessun documento che possa provare che esso provenga dal perduto trittico del Giudiuzio eseguito nel 1504 circa per Filippo I di Castiglia, dalle misure di 9x11 piedi (circa 290x350 cm). La prima menzione certa dell'opera risale infatti al 1817, quando era nei depositi della galleria ausiliaria del castello di Norimberga.

## Descrizione e stile
Il frammento superstite doveva trovarsi in basso a destra, infatti a sinistra si vede un lembo di un mantello di una figura più grande, che poteva essere di Giovanni Battista, magari inginocchiato per intercedere davanti al trono di Cristo. Sul lato opposto si sarebbe potuta trovare la Vergine in una posizione analoga. Un'altra ipotesi, meno seguita, è che al centro ci fosse una figura dell'Arcangelo Michele in atto di pesare le anime che si levano dai sepolcri. Tra queste figure si riconoscono imperatori, re, cardinali, vescovi e monaci, a simboleggiare tutte le classi dell'umanità. Il loro volti sono rivolti speranzosamente verso sinistra in alto.
Più a destra i dannati invece sono torturati da creature ibride, fatte di pezzi di animali meno nobili (insetti, roditori, anfibi) e di membra umane. 
Pesantemente ripitturato in seguito ad un danneggiamento, tanto da renderne incerta la paternità, è stato restaurato nel 1936 recuperando i colori originali.